# جون ك. سميث
جون ك. سميث (بالإنجليزية: John C. Smith)‏ هو ضابط وسياسي أمريكي، ولد في 13 فبراير 1832 في الولايات المتحدة، وتوفي في 31 ديسمبر 1910 في نفس البلد. حزبياً، نشط في الحزب الجمهوري. وقد انتخب أمين صندوق الدولة ‏ وانتخب Illinois Treasurer ‏ وانتخب نائب حاكم إلينوي ‏.